# Thalassema owstoni
Thalassema owstoni är en djurart som tillhör fylumet skedmaskar, och som beskrevs av Ikeda, I. 1904. Thalassema owstoni ingår i släktet Thalassema och familjen Echiuridae. Inga underarter finns listade i Catalogue of Life.